# Елювіальний ландшафт
Елювіальні ландшафти — елементарні ландшафти вододільних станів з глибоким заляганням ґрунтових вод. Згідно з Б. Б. Полиновим, який запропонував цей термін, «елювіальні елементарні ландшафти характеризуються заляганням на вододілах, незалежністю процесу ґрунтоутворення від ґрунтових вод, відсутністю притоку матеріалу шляхом рідкого або твердого бокового стоку, наявністю втрати матеріалу шляхом стоку та просочування, складом рослинності, пристосованої до боротьби з просочуванням і виносом мінеральних елементів, формуванням у профілі ґрунтів ілювіальних горизонтів, а протягом тривалих геологічних періодів — остаточних форм давньої кори вивітрювання»